# Cupa României (baschet masculin)
Cupa României la baschet masculin este o competiție sportivă organizată de Federația Română de Baschet deschisă participării cluburilor de baschet. 

## Istoric
Această competiție se dispută în fiecare an începând cu 1954.
U-BT Cluj-Napoca a fost performera ultimului deceniu, cu 4 trofee, iar Gaz Metan Mediaș 2.

## Formatul

### Vechiul format
Competiția începe prin meciurile preliminare, după care se joacă Final Four-ul, incluzând și o finală mică. Se dispută un singur meci pentru a decide echipa calificată.

### Noul format
În sezonul 2022-2023, Federația Română de baschet a decis să schimbe formatul. Cele 18 echipe vor fi împărțite în șase grupe, fără capi de serie la tragerea la sorți. Se va juca pe sistemul fiecare cu fiecare, sub formă de turnee, iar la turneul final se vor califica prima clasată din fiecare grupă, plus alte două echipe de pe locul 2, cu cea mai bună linie de clasament. Calificatele vor juca un turneu de tip Final 8(finala mică nu se mai joacă, neprezentănd importanță). De asemenea, echipele vor fi obligate să joace în permanență cu cel puțin doi jucători români, dintre care unul trebuie să fie under 23, iar lotul de 12 să includă maximum șase jucători străini.

## Câștigătoare
| - 1954 - - 1955 - - 1956 - - 1957 - - 1958 - - 1959 - - 1960 - - 1961 - - 1962 - - 1963 - - 1964 - - 1965 - - 1966 - Steaua București - 1967 - Dinamo București - 1968 - Dinamo București - 1969 - Dinamo București - 1970 - - 1971 - | - 1972 - - 1973 - - 1974 - - 1975 - - 1976 - - 1977 - - 1978 - - 1979 - - 1980 - Dinamo București - 1981 - Steaua București - 1982 - - 1983 - - 1984 - - 1985 - - 1986 - - 1987 - - 1988 - - 1989 - | - 1990 - - 1991 - - 1992 - - 1993 - - 1994 - - 1995 - U Mobitelco Cluj - 1996 - - 1997 - - 1998 - - 1999 - - 2000 - - 2001 - - 2002 - - 2003 - - 2004 - CSU Asesoft Ploiești - 2005 - CSU Asesoft Ploiești - 2006 - CSU Asesoft Ploiești - 2007 - CSU Asesoft Ploiești | - 2008 - CSU Asesoft Ploiești - 2009 - CSU Asesoft Ploiești - 2010 - BC Timișoara - 2011 - CS Gaz Metan Mediaș - 2012 - BCM U Pitești - 2013 - CS Gaz Metan Mediaș - 2014 - CS Energia Târgu Jiu - 2015 - BC Timișoara - 2016 - U-BT Cluj-Napoca - 2017 - U-BT Cluj-Napoca (2) - 2018 - U-BT Cluj-Napoca (3) - 2019 - BC CSU Sibiu (1) - 2020 - U-BT Cluj-Napoca (4) - 2021 - CSO Voluntari - 2022 - CSO Voluntari (2) - 2023 - U-BT Cluj-Napoca (5) - 2024 - U-BT Cluj-Napoca (6) - 2025 - CSO Voluntari (3) |

## Finala
| Sezon | Câștigători      | Scor  | Finaliști               | Locul 3          | Locul 4                 | Locul de desfășurare          | Oraș            | Ref.   |
| ----- | ---------------- | ----- | ----------------------- | ---------------- | ----------------------- | ----------------------------- | --------------- | ------ |
| 2004  | Asesoft Ploiești | –     | Dinamo București        |                  |                         | Sala Sporturilor Olimpia      | Ploiești        |        |
| 2007  | Asesoft Ploiești | 89–66 | Elba Timișoara          | CSU Sibiu        | U Mobitelco Cluj-Napoca | Sala Sporturilor Olimpia      | Ploiești        |        |
| 2008  | Asesoft Ploiești | 90–73 | Elba Timișoara          | CSU Sibiu        | CSU Pitești             | Sala Sporturilor Olimpia      | Ploiești        |        |
| 2009  | Asesoft Ploiești | 93–63 | Otopeni                 | Energia Rovinari | Municipal Cuadripol     | Sporturilor Târgu Jiu         | Târgu Jiu       |        |
| 2010  | Elba Timișoara   | 92–83 | Gaz Metan Mediaș        | Asesoft Ploiești | Otopeni                 | Constantin Jude Hall          | Timișoara       |        |
| 2011  | Gaz Metan Mediaș | 71–61 | Steaua Turabo           | Asesoft Ploiești | BC Mureș                | Sala Sporturilor Târgu Mureș  | Târgu Mureș     |        |
| 2012  | BCM U Pitești    | 91–78 | Timișoara               | CSM Oradea       | CSM Bucuresti           | Arena de Baschet              | București       | [ 8 ]  |
| 2013  | Gaz Metan Mediaș | 76–62 | U Mobitelco Cluj-Napoca | Timișoara        | Asesoft Ploiești        | Constantin Jude Hall          | Timișoara       | [ 9 ]  |
| 2014  | Energia Rovinari | 58–55 | CSM Oradea              | Asesoft Ploiești | BCM U Pitești           | Sala Sporturilor Olimpia      | Ploiești        | [ 10 ] |
| 2015  | Timișoara        | 78–73 | BC Mureș                | BCMU Pitești     | Atlassib Sibiu          | Sala Sporturilor Trivale      | Pitești         | [ 11 ] |
| 2016  | U-BT Cluj-Napoca | 82–75 | CSM Oradea              | Dinamo București | BC Mureș                | Arena Antonio Alexe           | Oradea          | [ 12 ] |
| 2017  | U-BT Cluj-Napoca | 79–78 | BC Mureș                | CSM Oradea       | Steaua Eximbank         | Sala Transilvania             | Sibiu           | [ 13 ] |
| 2018  | U-BT Cluj-Napoca | 64–61 | CSM Oradea              | Timișoara        | Steaua Eximbank         | Sepsi Arena                   | Sfântu Gheorghe | [ 14 ] |
| 2019  | CSU Sibiu        | 88–78 | CSM Oradea              | nu s-a jucat     | nu s-a jucat            | BT Arena                      | Cluj-Napoca     |        |
| 2020  | U-BT Cluj-Napoca | 68–61 | CSM Oradea              | nu s-a jucat     | nu s-a jucat            | Sala Sporturilor Horia Demian | Cluj-Napoca     | [ 15 ] |
| 2021  | Voluntari        | 72–65 | CSM Oradea              | nu s-a jucat     | nu s-a jucat            | BT Arena                      | Cluj-Napoca     | [ 16 ] |
| 2022  | Voluntari        | 89–75 | Craiova                 | nu s-a jucat     | nu s-a jucat            | Sala Polivalentă din Craiova  | Craiova         | [ 17 ] |
| 2023  | U-BT Cluj-Napoca | 78-65 | CSM Oradea              | nu s-a jucat     | nu s-a jucat            | Sala Sporturilor Constanța    | Constanța       | [ 18 ] |
| 2024  | U-BT Cluj-Napoca | 84-70 | Rapid București         | nu s-a jucat     | nu s-a jucat            | BT Arena                      | Cluj-Napoca     | [ 19 ] |
| 2025  | CSO Voluntari    | 93-83 | CSM Oradea              | nu s-a jucat     | nu s-a jucat            | Oradea Arena                  | Oradea          | [ 20 ] |

## Trofee pe cluburi
| Club                 | Trofee | Finaliști | Anii Câștigători                         | Anii ca Finaliști                  |
| -------------------- | ------ | --------- | ---------------------------------------- | ---------------------------------- |
| U-BT Cluj-Napoca     | 7      | 1         | 1995, 2016, 2017, 2018, 2020, 2023, 2024 | 2013                               |
| Asesoft Ploiești     | 6      | -         | 2004, 2005, 2006, 2007, 2008, 2009       | -                                  |
| Dinamo București     | 4      | -         | 1967, 1968, 1969, 1980                   | -                                  |
| CSO Voluntari        | 3      | -         | 2021, 2022, 2025                         | -                                  |
| BC Timișoara         | 2      | 3         | 2010, 2015                               | 2007, 2008, 2012                   |
| Gaz Metan Mediaș     | 2      | 1         | 2011, 2013                               | 2010                               |
| Steaua București     | 2      | 1         | 1966, 1981                               | 2011                               |
| Energia Rovinari     | 1      | -         | 2014                                     | -                                  |
| BCM U Pitești        | 1      | -         | 2012                                     | -                                  |
| CSU Sibiu            | 1      | -         | 2019                                     | -                                  |
| CSM CSU Oradea       | -      | 6         | -                                        | 2014, 2016, 2018, 2019, 2020, 2023 |
| BC Mureș Târgu Mureș | -      | 2         | -                                        | 2015, 2017                         |
| CS Otopeni           | -      | 1         | -                                        | 2009                               |
| SCM Craiova          | -      | 1         | -                                        | 2022                               |
| Rapid București      | -      | 1         | -                                        | 2024                               |

## Trofee pe orașe
| Regiune      | Orașe       | Titluri | Cluburi                 |
| ------------ | ----------- | ------- | ----------------------- |
| Transilvania | Cluj-Napoca | 7       | U-BT Cluj-Napoca (7)    |
| Muntenia     | Ploiești    | 6       | Asesoft Ploiești (6)    |
| Muntenia     | București   | 6       | Dinamo (4), Steaua (2)  |
| Muntenia     | Voluntari   | 3       | CSO Voluntari (3)       |
| Banat        | Timișoara   | 2       | BC Timișoara (2)        |
| Transilvania | Mediaș      | 2       | CS Gaz Metan Mediaș (2) |
| Oltenia      | Târgu Jiu   | 1       | Energia Rovinari (1)    |
| Transilvania | Sibiu       | 1       | CSU Atlassib Sibiu (1)  |
| Muntenia     | Pitești     | 1       | CSU Pitești (1)         |

## Cel mai bun marcator al finalei
| AN   | Jucător                     | Puncte |
| ---- | --------------------------- | ------ |
| 2012 | Darko Vujačić               | 26     |
| 2013 | Zoran Krstanović            | 16     |
| 2014 | Sean Denison                | 18     |
| 2015 | Bogdan Popescu              | 19     |
| 2016 | Filip Adamović              | 24     |
| 2017 | Aleksandar Rašić            | 21     |
| 2018 | Kris Richard                | 18     |
| 2019 | Justas Tamulis Kris Richard | 20     |

| AN   | Jucător                        | Puncte |
| ---- | ------------------------------ | ------ |
| 2020 | Darko Planinic                 | 17     |
| 2021 | Marcu Badiu                    | 20     |
| 2022 | Marcu Badiu                    | 19     |
| 2023 | Patrick Richard Mark Ogden Jr. | 15     |
| 2024 | Jarell Eddie                   | 23     |
| 2025 | Travante Williams              | 19     |

 Jucătorul nu a fost în echipa câștigătoare.